# 1182. grenadirski polk (Wehrmacht)
1182. grenadirski polk (izvirno nemško 1182. Grenadier-Regiment; kratica 1182. GR) je bil pehotni polk Heera v času druge svetovne vojne.

## Zgodovina
Polk je bil ustanovljen 26. avgusta 1944 kot sestavni del 574. ljudskogrenadirske divizije; še v času oblikovanja so polk preimenovali v 991. grenadirski polk.